# أسل باهت
أسل باهت (الاسم العلمي: Juncus pallescens) نوع نباتي يتبع جنس الأسل وينتمي إلى الفصيلة الأسلية.